# Y (település)
Y (kiejtése: i) egy település Franciaországban, Somme megyében.

## Fekvése

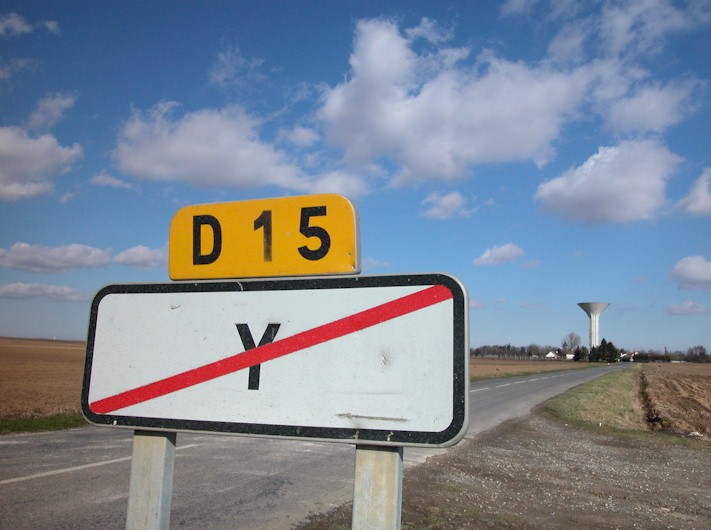
Helységnévtábla

Pikárdia régióban, Somme megyében található 2,73 km²-es község 50 km-re keletre fekszik Amiens-től, a D15-ös és D615-ös utak csomópontjánál.

## Érdekességek
A legrövidebb nevű francia település. Lakói „ipszilonien”-nek (franciául: Ypsiloniens, Ypsiloniennes) nevezik magukat.

## Testvérvárosa
- Llanfairpwllgwyngyllgogerychwyrndrobwllllantysiliogogogoch, Wales, Egyesült Királyság